# Opheusden vasútállomás
Opheusden vasútállomás vasútállomás Hollandiában, Neder-Betuwe községben,  településen.

## Vasútvonalak
Az állomást az alábbi vasútvonalak érintik:
- Elst-Dordrecht-vasútvonal

## Kapcsolódó állomások
A vasútállomáshoz az alábbi állomások vannak a legközelebb:
- Kesteren vasútállomás
- Hemmen-Dodewaard vasútállomás